# Bílina (riu)
El Bílina (en alemany: Biela) és un riu que neix a les vores de les Muntanyes Metal·líferes a la República Txeca, al nord de Chomutov. El riu flueix entre la Serralada Central txeca i les muntanyes metal·líferes cap al nord-est, i va a parar a l'Elba a Ústí nad Labem. Abasta una àrea de 1.071 km².